# 圣于连莱吕塞
圣于连莱吕塞（法語：Saint-Julien-lès-Russey，法語發音：[sɛ̃ ʒyljɛ̃ lɛ ʁysɛ]，意为“吕塞附近的圣于连”）是法国杜省的一个市镇，属于蓬塔利耶区。

## 地理
圣于连莱吕塞（47°13'2"N, 6°43'28"E）面积10.01 平方千米，位于法国勃艮第-弗朗什-孔泰大區杜省，该省份为法国东部内陆省份，北起上索恩省，西接汝拉省，东部及东南部与瑞士接壤，东北部与贝尔福地区省接壤。
与圣于连莱吕塞接壤的市镇（或旧市镇、城区）包括：蒙德武涅、巴特南-瓦兰、博内塔日、莱丰特内勒、弗朗布昂、迈什、罗叙勒。

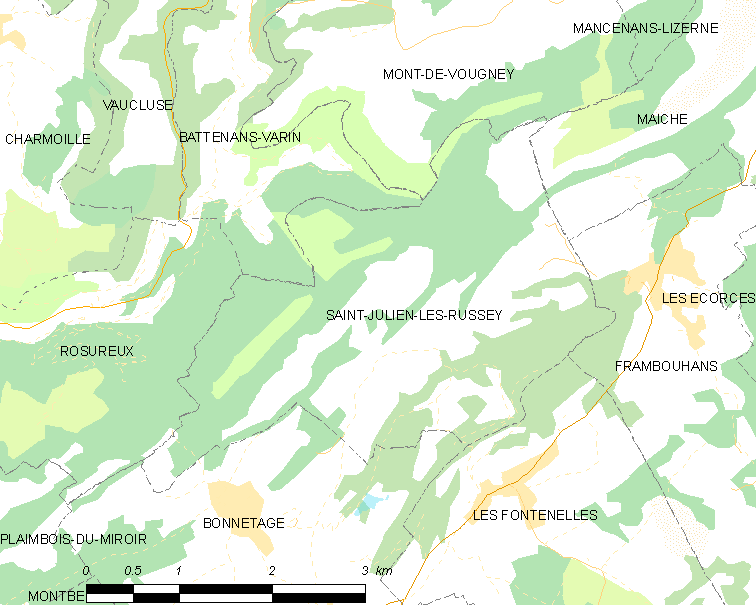
圣于连莱吕塞的OSM定位图

圣于连莱吕塞的时区为UTC+01:00、UTC+02:00（夏令时）。

## 行政
圣于连莱吕塞的邮政编码为25210，INSEE市镇编码为25522。

## 政治
圣于连莱吕塞所属的省级选区为莫尔托县。

## 人口

1962-2008年间圣于连莱吕塞人口变化图示

圣于连莱吕塞于2022年1月1日时的人口数量为182人。